# Spectrobes
Spectrobes (化石超進化スペクトロブス, Kaseki Chōshinka Supekutorobusu, Fossil Super-Evolution Spectrobes) es un videojuego de acción y RPG desarrollado por Jupiter y publicado por Disney Interactive Studios para Nintendo DS. El juego llegó al mercado el 13 de marzo de 2007 en Estados Unidos y Japón y el 16 de marzo del mismo año en Europa.

## Trama
Una malvada horda de criaturas alienígenas conocida como Krawl están amenazando la galaxia y solo hay una manera de intentar pararlos: resucitar al enemigo natural de los Krawl, unas poderosas criaturas llamadas Spectrobes.
Rallen, un oficial júnior de la Patrulla Planetaria, deberá detectar fósiles de Spectrobes, extraerlos de la roca sin dañarlos y devolverlos a la vida para posteriormente alimentarlos y entrenarlos con cuidado para que lleguen a ser luchadores y puedan enfrentarse a los Krawl. 
Uno de los grandes atractivos del juego es exactamente eso: excavar en busca de fósiles y piedras preciosas. Los taladros se mueven haciendo uso del puntero, la grava se aparta soplando en el micrófono, el reconocimiento de voz despertará a los Spectrobes, etc.
Además, junto con el juego vienen unas cartas agujereadas por varios sitios. Con el objeto conveniente es posible, punteando con el puntero ordenadamente los agujeros (están numerados), conseguir objetos, Spectrobes nuevos y cosas por el estilo (es necesario un cubo).
También en una de estas tarjetas aparece windora sordina, se dice windora sordina. El spectrobe más poderoso de todos.

## Personajes principales
- Rallen: Oficial de la patrulla planetaria de Nanairo. Es el único que puede controlar a los Spectrobes. Normalmente, el comandante Grant, le regaña por soler hacer trampas en sus misiones pero, según un operario de la patrulla (juego), se lo dice porque aún tiene esperanzas en él.

- Jeena: Oficial de la patrulla planetaria de Nanairo y compañera de Rallen. Se rumorea que es experta arqueóloga pero, en ningún momento del juego, usa esos dotes suyos. Tiene encargado hacer un informe sobre la misión del rescate de Aldous, aunque nunca lo ha hecho (se supone que no lo ha hecho porque se queda intrigada con la misión de salvar Nanairo).

- Aldous: Vivía en Giorna, otro sistema del universo Spectrobe, hasta que los Krawl se comieron su preciado sistema. Actualmente se dedica a analizar los cubos que trae Rallen.

- Comandante Grant: Jefe de la patrulla planetaria de Nanairo. Normalmente suele regañar a Rallen.

- Profesor Wright: Vive en Genshi, se dedica a estudiar los fósiles.

- Cyrus: Magnate que vive en Nessa. Busca gente para encontrar el óvalo azul.

- Profesora Kate: Vive en Ziba. Tiene en su poder el óvalo rojo.

- Webster: Vive en Kollin. Es el menos importante de todos. Lo único que hace es hablarte sobre el óvalo verde y luego te lo da.

## Tipos de Spectrobes
- Todos los Spectrobes tienen cada uno 3 colores y 3 accesorios; en total 9 formas diferentes de cada uno en forma adulta y otras 9 en forma crecida ya que en su forma prematura no tienen accesorios. Un mismo spectrobe tiene entonces 3 formas prematuras, 9 de adulto y 9 de crecido, 21 en total. Los spectrobes que siguen este esquema son 22 lo que nos da 462 spectrobes "normales". A estos se les suma 9 variaciones de color y accesorios del windora, otras 9 del thundora y 3 variaciones del color del vilakroma. Mas los 7 de forma final nos da que el juego tiene un total de 490 spectrobes.

- Hay 3 tipos de spectrobes: Aurora (aparecen en verde), Flash (aparecen en azul) y Corona (aparecen en rojo). Según parece, Corona gana a Aurora, Aurora gana a Flash y Flash gana a Corona.

| Spectrobes normales - Vilar/Vilamasta/Vilanox - Segu/Segulos/Segulara - Harumi/Harumite/Harumitey - Spiko/Spikan/Spikanor - Nagu/Naguryu/Naguzoro - Inkana/Inkanapa/Inkaflare - Dongor/Dongora/Dongiga - Bartor/Bartolor/Bartolosa - Aoi/Aoba/Aobasar - Komainu/Komanoto/Komadoros - Shakin/Shakor/Shakoblad - Zoza/Zozane/Zozanero - Grilda/Grilden/Grildragos | - Gejio/Gejigen/Gejigage - Kasumi/Kasumite/Kasumire - Samukabu/Samurite/Samugeki - Kubaku/Kuganon/Kugaster - Masetto/Maserobo/Masetosu - Danawa/Danapix/Danaphant - Tenkro/Senkro/Gekikro - Mossari/Mossarito/Mossax - Mesa/Mesabone/Mesathorn Spectrobes exclusivos - Windora (que se encuentra en una de las tarjetas que vienen con el juego) - Thundora (solo se puede conseguir mediante descarga por wi-fi) - Vilakroma (que se encuentra en una de las tarjetas que vienen con el juego) hammer geo y thunder geo que se encuentran en un regalo de nintendo como tarjetas. | Spectrobes en forma final - Tindera - Zorna - Fulvina - Larrup - Voltorn - Artezza - Shulla |  |

se pueden conseguir por cartas especiales pero pocos

## Tipos de Krawl
Existen muchos tipos de Krawl. Aquí hay una lista de unos cuantos:
- Blova/Blovant/Petrova/Plasova/Moldova/Viblova
- Eela/Rokeela/Muteela/Iseela/Greela
- Zepi/Zepiore/Volzepi/Psyzepi/Zepice/Vizepi
- Rach/Bagrach/Gearach/Molrach/Metrach/Greech
- Cree/Creebag
- Swar/Cacswar/Swatrap/Swatwig/Swarmec
- Gris/Grisbon/Grisen
- Subar/Gasubar
- Volnoot/Mulnoot/Frozoot/Gazoot
- Plabic/Stobic,
- Frozbic/Isobic

## Curiosidades
- Nanairo, el sistema espacial de los Spectrobes, significa "siete colores" en japonés. Esto viene del hecho de que cada uno de los siete planetas de Nanairo signifique un color:
- Genshi es "rojo", significa "origen". Esto se debe a que es el primer planeta del sistema y a que tiene mucha actividad volcánica.
- Daichi es "verde" y, a la vez, "tierra". Esto se debe a que es el planeta con más hierba.
- Kollin es "azul". Esto se debe a que es el único planeta con agua.
- Nessa es "naranja"  y, a la vez, "arena caliente". Esto es así porque es un planeta/desierto.
- Ziba es "amarillo". Esto se debe a que es un planeta magnetizado. Sus dos lunas, Akabushi y Aobushi, significan "Guerrero rojo" y "Guerrero azul". Esto se debe a que Akabushi es rojo y Aobushi es azul.
- Himuro es "añil"  y, a la vez, "casa de hielo". Esto se debe a que Himuro es un planeta fabricado a base de hielo.
- Meido es "violeta"  y, a la vez, "Hades" (dios del inframundo). Esto se debe a que Meido es el nido de los Krawl, y estos van en tornados de color violeta.
- Otra curiosidad de Meido es que es "miedo" deformado en español. Este significado es por pura casualidad.
- La frase que dice Rallen antes de un combate (¡IKU ZE!) significa "¡Aquí voy!".

## Diferencias entre el juego y los webpisodios
- En el webpisodio (los webpisodios son episodios que narran Spectrobes en una serie de dibujos animados) "Llamadme Aldous" se ve a un humanoide enmascarado que se proclama "el líder Krawl". En el juego no existe tal personaje. Se ha descubierto que este personaje es el enemigo principal de Spectrobes 2. El humanoide es Krux, líder de los krawl y archienemigo de Rallen.

- En el webpisodio "Komainu" el primer Spectrobe niño que tiene Rallen es Danawa. En el juego el primer Spectrobe niño que tiene Rallen es Komainu.

- En el webpisodio "Komainu" se ve como Rallen, Jeena y Aldous van a buscar fósiles por el planeta. En el juego nunca salen de la nave ni Jeena ni Aldous (excepto cuando van a la nave nueva y cuando el comandante Grant da una reunión con ellos en la base de la PPN).

- En el webpisodio "Una señal de emergencia" se ve cómo Grant les da una señal a Rallen y Jeena para que vayan a Daichi cuando están en la nave, en cambio, en el juego, ellos ya van directamente a Daichi. En este mismo episodio se ve al principio un gran "campo de asteroides" el cual no se encuentra en el juego.

- En el webpisodio "La batalla", Rallen se enfrenta a dos krall. En el juego se enfrenta a dos Blovas.
- En el mismo webpisodio, se nota una diferencia considerable de tamaño de los krall. En el webpisodio son del tamaño de un elefante adulto y en el juego igual o más pequeños que un humano.